# Pasota
 (avril 2025).
Motif : Contenu lexicographique, Wikipedia n'est pas un dictionnaire ; noter que les interwikis en anglais et en grec (à cette heure) sont erronnés, car ils traitent d'un autre mot et concept.
- Archive Wikiwix
- Bing
- Cairn
- DuckDuckGo
- E. Universalis
- Gallica
- Google
- G. Books
- G. News
- G. Scholar
- Persée
- Qwant
- (zh) Baidu
- (ru) Yandex
- (wd) trouver des œuvres sur Wikidata

| 1. | Préciser le motif de la pose du bandeau. | Précisez le motif de la pose du bandeau en utilisant la syntaxe suivante : {{admissibilité à vérifier\|date=avril 2025\|motif=remplacez ce texte par le motif}}             |
| 2. | Informer les utilisateurs concernés.     | Pensez à avertir le créateur de l'article, par exemple, en insérant le code ci-dessous sur sa page de discussion : {{subst:avertissement admissibilité à vérifier\|Pasota}} |

Un pasota (mot espagnol) est une personne indifférente aux questions débattues dans la vie commune. Le terme, d'origine cheli, a été popularisée au début des années 1980 en Espagne, pour désigner de manière péjorative des individus qui se situaient délibérément en marge de l'ordre social établi, ou bien appartenant aux mouvements de contre-culture et de lutte politique du moment. On attribue le mot de pasota à la phrase "yo paso" (je passe), utilisée par les personnes qui voulaient manifester leur indifférence face à un thème.
Durant ces années, le mot a été employé souvent pour désigner les jeunes punk, qui plus tard ont été alors connus comme "punks" ou "punkis".
Le mot figure maintenant dans le Diccionario de la lengua española, ainsi que dans d'autres ouvrages de référence.

## Présence dans les dictionnaires
- Diccionario de la lengua española (DRAE) ;
- Victor León, Diccionario de argot español, Madrid, Alianza Ed., (1988) ;
- Francisco Umbral, Diccionario Cheli, Barcelone, Grijalbo, (1983) ;
- Juan Manuel Oliver, Diccionario de argot, Madrid, Sena, (1987) ;
- Ramoncín, Tocho Cheli, Madrid, Temas de Hoy, (1993).

## Sources
- (es) Cet article est partiellement ou en totalité issu de l’article de Wikipédia en espagnol intitulé « Pasota » (voir la liste des auteurs).